# Sapromyza
Sapromyza là một chi ruồi trong họ Lauxaniidae.

## Hình ảnh

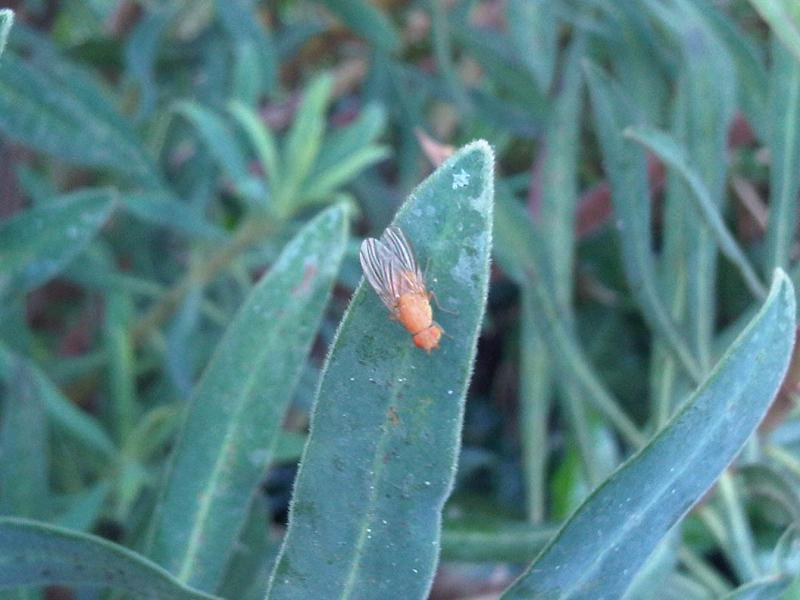
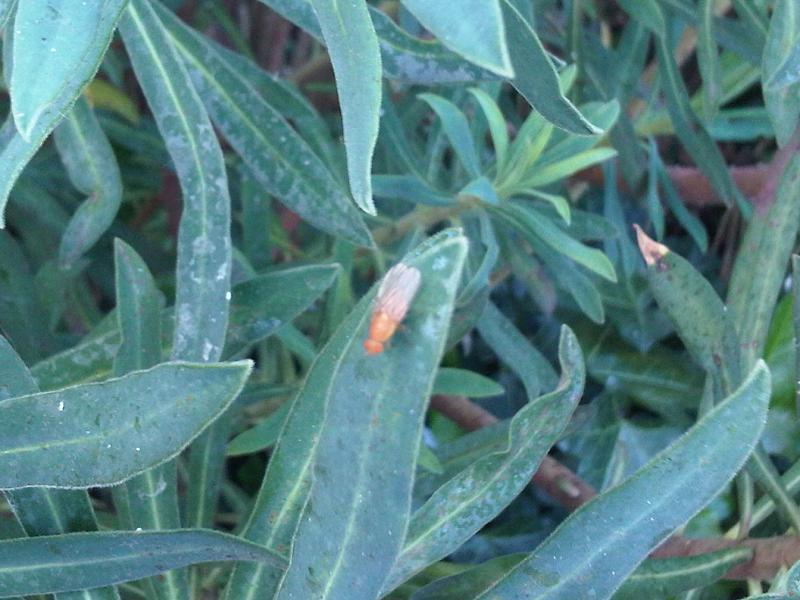
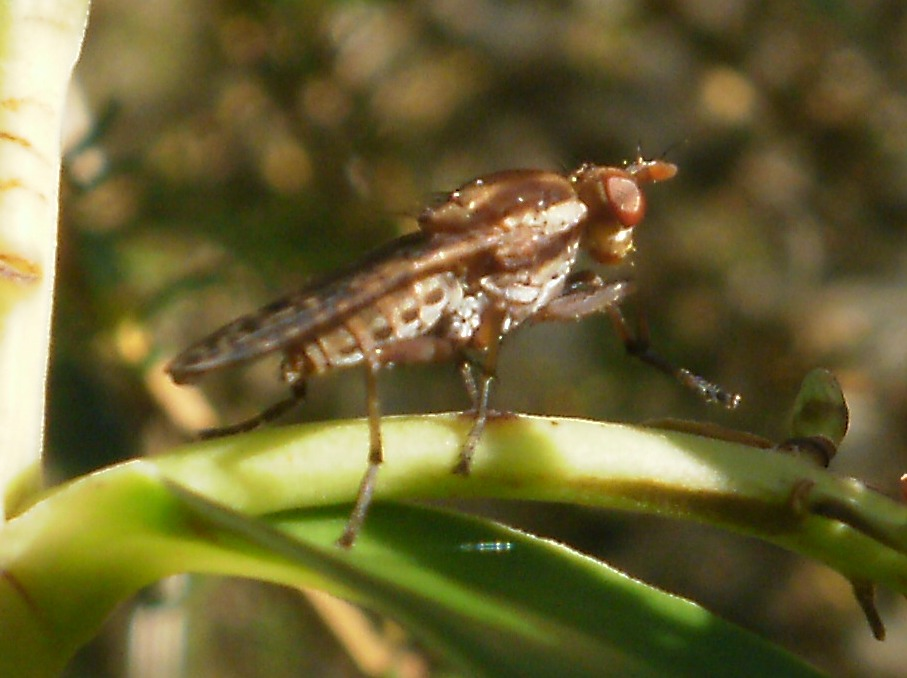
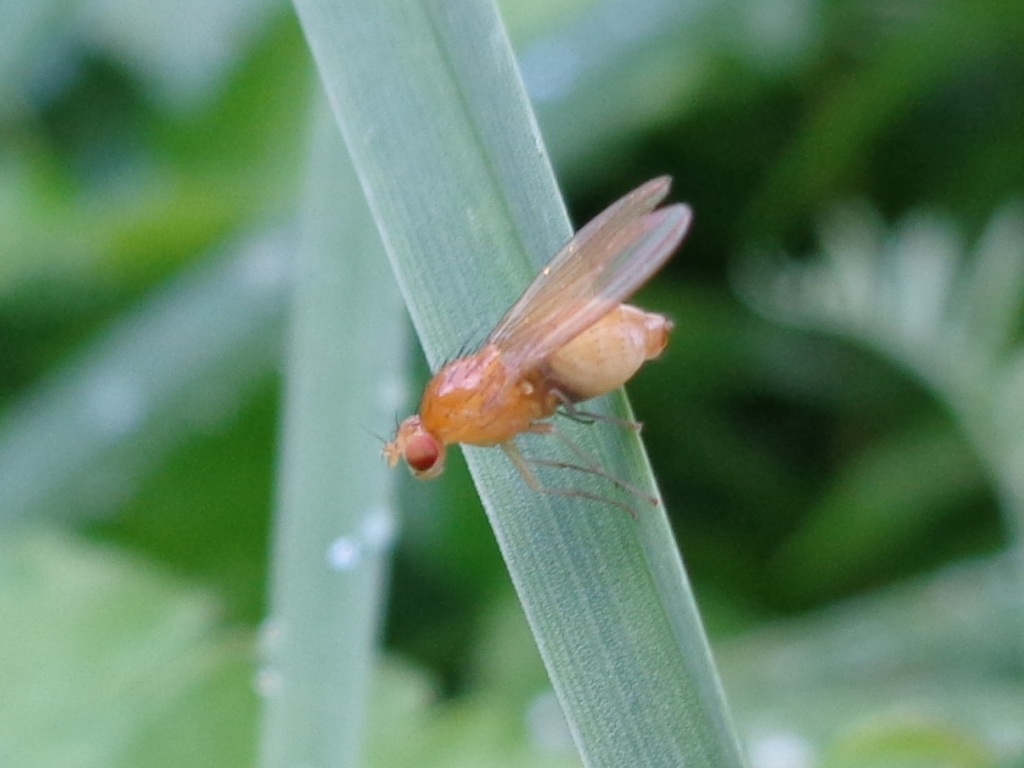

## Các loài
- S. adriani Baez, 2000
- S. albiceps Fallén, 1820
- S. albuliceps Czerny, 1932
- S. amabilis Frey, 1930
- S. apicalis Loew, 1847
- S. basalis Zetterstedt, 1847
- S. beckeriana Baez, 2000
- S. biscoitoi Baez, 2001
- S. bisigillata Róndani, 1868
- S. columbi Frey, 1936
- S. gozmanyi Papp, 1981
- S. halidayi Shatalkin, 2000
- S. hierrensis Baez, 2000
- S. hirtiloba Frey, 1949
- S. hyalinata (Meigen, 1826)
- S. imitans Baez, 2001
- S. inconspicua Baez, 2001
- S. indigena Becker, 1908
- S. infumata Becker, 1908
- S. intonsa Loew, 1847
- S. laurisilvae Baez, 2001
- S. madeirensis Frey, 1949
- S. mauli Baez, 2001
- S. mikii Strobl, 1892
- S. multiseriata Czerny, 1932
- S. nitida Czerny, 1932
- S. obesa Zetterstedt, 1847
- S. obsoleta Fallén, 1820
- S. obsuripennis Loew, 1847
- S. opaca Becker, 1895
- S. palpella Róndani, 1868
- S. schnabli Papp, 1987
- S. setiventris Zetterstedt, 1847
- S. sexpunctata Meigen, 1826
- S. simplicior Hendel, 1908
- S. teneriffensis Frey, 1936
- S. tinguarrae Frey, 1936
- S. transformata Becker, 1908
- S. tuberculosa Becker, 1895
- S. ultima Baez, 2001
- S. unizona Hendel, 1908
- S. viciespunctata Czerny, 1932
- S. zetterstedti Hendel, 1908

Danh sách này không đầy đủ, bạn cũng có thể giúp mở rộng danh sách.